# Gogangra viridescens
Gogangra viridescens es una especie de peces de la familia Sisoridae en el orden de los Siluriformes.

## Morfología
Los machos pueden llegar alcanzar los 8,5 cm de longitud total.
Número de  vértebras: 33-34.

## Hábitat
Es un pez de agua dulce y de clima tropical.

## Distribución geográfica
Se encuentran en Asia:  cuencas de los ríos Indo en Pakistán y del Ganges - Brahmaputra en la India y Bangladés.